# Győrújbarát
Győrújbarát è un comune di 6 101 abitanti situato nella contea di Győr-Moson-Sopron, nell'Ungheria nordoccidentale.

## Amministrazione

### Gemellaggi
- Thorigné-Fouillard
- Neulingen
- Rubiera, dal 2005
- Zemianska Olča